# Maschera/Il mago non c'è
È il secondo 45 giri della cantante piacentina Fiordaliso. Fu pubblicato dalla Durium all'inizio dell'estate del 1982.

## Maschera
Maschera è un brano musicale composto da Pinuccio Pirazzoli e Depsa presentato a Un disco per l'estate del 1982 da Fiordaliso. In seguito venne promosso in altre manifestazioni musicali.

## Il mago non c'è
Il mago non c'è è il brano presente nel lato b del disco, scritto da Depsa per il testo e da Pinuccio Pirazzoli per la musica; è stato inserito, come lato B di Oramai presentato al Festival di Sanremo del 1983.

## Tracce
1. Maschera
2. Il mago non c'è

- (EN) Maschera, su Discogs, Zink Media.